# Oscar Deprez
Oscar Jules Joseph Deprez (Châtelet, 4 maart 1854 - Sint-Gillis, 11 april 1921) was een Belgisch volksvertegenwoordiger.

## Biografie
Oscar Deprez was een zoon van Oscar-Edmond Deprez en van Maximilienne Henin. Zijn vader was burgemeester van Châtelet, voorzitter van de Banque populaire de Châtelet en zeepfabrikant. Hij trouwde in 1879 in Brussel met Élisabeth le Hardÿ de Beaulieu (1860-1944). Ze kregen twee zoons en een dochter.
Hij promoveerde tot doctor in de rechten (1877) en bleef advocaat aan de balie van Charleroi tot aan zijn dood, met een onderbreking van 1882 tot 1890 toen hij rechter bij de rechtbank van eerste aanleg van Charleroi was. Van 1880 tot 1895 was hij docent industriële economie aan de industriële hogeschool van Châtelet.
In 1890 werd hij verkozen tot liberaal volksvertegenwoordiger voor het arrondissement Charleroi en vervulde dit mandaat tot einde 1894.